# Curetonita
La curetonita és un mineral de la classe dels fosfats. Rep el seu nom en honor de Forrest (1932-) i Michael Cureton (1960-), els quals van descobrir aquest mineral.

## Característiques
La curetonita és un fosfat de fórmula química Ba(Al,Ti)(PO₄)(OH,O)F. Cristal·litza en el sistema monoclínic. Els cristalls són comunament euèdrics, de fins a 3 mm, poden
ser allargats al llarg de [001], mostrant {100}, {010}, {001}, {011} i {201}; poden tenir forma de falca. Presenta macles polisintètiques, comunes en {100}, que produeixen làmines amples amb plans de composició imperfectes. La seva duresa a l'escala de Mohs és 3,5.
Segons la classificació de Nickel-Strunz, la curetonita pertany a «08.BK: Fosfats, etc. amb anions addicionals, sense H₂O, amb cations de mida mitjana i gran, (OH, etc.):RO₄ = 2:1, 2,5:1» juntament amb els següents minerals: brasilianita, medenbachita, neustädtelita, cobaltneustädtelita, heyita, jamesita i lulzacita.

## Formació i jaciments
La curetonita és un mineral rar, que va ser descobert a la mina (enginyeria) (Nevada, Estats Units) en filons tallant un dipòsit de barita de reemplaçament. Es tracta de l'únic lloc on ha estat descoberta aquesta espècie mineral.
Sol trobar-se associada a altres minerals com: ortoclasa, barita, variscita, montgomeryita, englishita, sulvanita i hisingerita.